# Othoes floweri
Othoes floweri är en spindeldjursart som beskrevs av Hirst 1911. Othoes floweri ingår i släktet Othoes och familjen Galeodidae. Inga underarter finns listade i Catalogue of Life.